# Paniassis d'Halicarnàs el Jove
Paniasis d'Halicarnàs (grec antic: Πανύασσις, llatí: Panyassis), fill de Diodes, va ser un filòsof grec i endeví que practicava l'oniromància originari d'Halicarnàs.
Artemidor diu que va escriure una obra titulada Sobre els somnis, dividida en dos llibres, i el cita amb freqüència de forma elogiosa. Diu que era una gran autoritat en el tema de la interpretació dels somnis. Podria ser net del poeta del mateix nom, (Paniassis). La Suïda anomena el poeta amb el renom de τερατοσκόπος, que probablement és un error, car és més aviat el renom del filòsof (al qual anomena el Jove).